# FEEL SO BEST
FEEL SO BEST(フィール・ソー・ベスト)はFEEL SO BADの1枚目のベスト・アルバム。2001年1月1日発売。

## 内容
2000年8月までの12ヶ月間連続でアルバムをリリースした自身による初のベストアルバム。収録曲の一つである12枚目のシングル「有酸素運動」と同時発売である。

## 収録曲
1. INTRO
作曲：川島だりあ・倉田冬樹
2. VAMPIRE
作詞・作曲：川島だりあ
3. バリバリ最強No.1
作詞・作曲：川島だりあ・倉田冬樹
4. 有酸素運動
作詞・作曲：川島だりあ
5. 大好きQUEEN
作詞・作曲：川島だりあ・倉田冬樹
6. 愛されたい YEAH, YEAH
作詞：川島だりあ　作曲：川島だりあ・倉田冬樹
7. IN TO THE AIR
作詞・作曲：山口昌人
8. DEAR FRIEND
作詞・作曲：大橋雅人
9. 晩夏
作詞・作曲：川島だりあ・大橋雅人
10. 今日はおしゃれをして
作詞・作曲：川島だりあ
11. ときめきましょう
作詞・作曲：川島だりあ・倉田冬樹・大橋雅人
12. 時計じかけの暴れん坊
作詞：大橋雅人・川島だりあ　作曲：川島だりあ
13. F.S.B.
作詞・作曲：川島だりあ・倉田冬樹
14. TOP OF THE WORLD
作詞・作曲：川島だりあ・倉田冬樹
15. したたかになれ
作詞・作曲：川島だりあ・倉田冬樹
16. ANIMAL
作詞・作曲：川島だりあ・倉田冬樹
17. 口唇に銃（ガン）を押し当てて
作詞：川島だりあ　作曲：川島だりあ・倉田冬樹
18. LONG WINDING ROAD
作詞・作曲：倉田冬樹
19. 誇り高く
作詞・作曲：大橋雅人